# Маркотенко, Владимир Игоревич
Владимир Игоревич Маркотенко (2 сентября 1952, Рига, Латвийская ССР, СССР — 15 июня 2016, Нижний Новгород, Российская Федерация) — советский и российский театральный актёр, артист нижегородского театра «Комедія», заслуженный артист Российской Федерации.

## Биография
В 1975 году окончил Ярославское театральное училище. Работал диктором Эстонского радио.
С 1978 года — актёр Нижегородского театра «Комедія».
Получил известность благодаря моноспектаклям «Записки сумасшедшего», 1985, «Сказки для детей изрядного возраста» (Салтыков-Щедрин), 1996. В репертуаре актёра программы на Нижегородском радио: «Мой дом — театр» (рассказы А. П. Чехова, 2002). Был постоянным участником цикла передач «Частная жизнь улиц и площадей» (ННТВ, 1998—2003).
В декабре 2002 г. стал участником «Горьковского марафона» (цикл мероприятий, посвященных 100-летию пьесы М. Горького «На дне»).
Скончался 15 июня 2016 года. Похоронен на Красном кладбище Нижнего Новгорода.

## Театральные работы
- Хлестаков; Земляника — «Ревизор», Н. В. Гоголь (1980, реж. А. С. Крутов)
- Сганарель — «Лекарь поневоле», Ж.-Б. Мольер
- Вральман — «Недоросль», Д. Фонвизин
- Лыняев — «Волки и овцы», А. Н. Островский
- Альфред Дулиттл — «Моя прекрасная Элиза», Б. Шоу
- Барон — «На дне», М. Горький
- Рукосуев, Угаров — «Провинциальные анекдоты», А. Вампилов
- Аристах Доминикович — «Самоубийца», Н. Эрдман
- Кармело — «Утешитель вдов», Дж. Маротта, Б. Рандоне
- Царь Салтан — «Сказка о царе Салтане», А. С. Пушкин (1990, реж. В. Дубровский)
- Монахов — «Варвары», М. Горький (1996)
- Чебаков — «Амурные похождения Бальзаминовых», А. Н. Островский (1996)
- Соков — «Нехорошая квартира», М. Булгаков (1997)
- Давыдо — «Гусар из КГБ», Б. Рацер, В. Константинов (1997)
- Ллойд — «Голоса за сценой», М. Фейн (1997)
- Фрекен Розенблюм — «Ох, уж эта Пеппи!», А. Линдгрен (1997)
- Авдиев — «Чужие смешные печали», В. Ляпин (1998)
- Игорь — «Рождественское танго», Н. Птушкина (1998)
- Сеньор Капулетти — «Веронские любовники», Г. Горин (2000)
- Эгей — «Сон в летнюю ночь», У. Шекспир (2000)
- Доктор — «Дорога цветов», В. Катаев
- Зубрицкий — «Дураки», Н. Саймон
- Леонато — «Много шума из ничего», У. Шекспир
- Малашкин — «Пущай смеются», М. Зощенко
- Атаман — «Даешь Шекспира!», В. Белякович
- Жеронт — «Школа влюбленных», Ж.-Б. Мольер
- Мирон Ипатьич — «Невольницы», А. Н. Островский
- Казимир Иосифович Борецкий — «Инь и Ян», Б. Акунин
- Дон Лусио — «Куклы», В. Белякович
- Арье Лейб — «Король Одессы», И. Бабель

## Награды и звания
Заслуженный артист России (2004). В 2003 г. получил приз фестиваля им. Е. Евстигнеева в номинации «Комический талант».